# Riolas

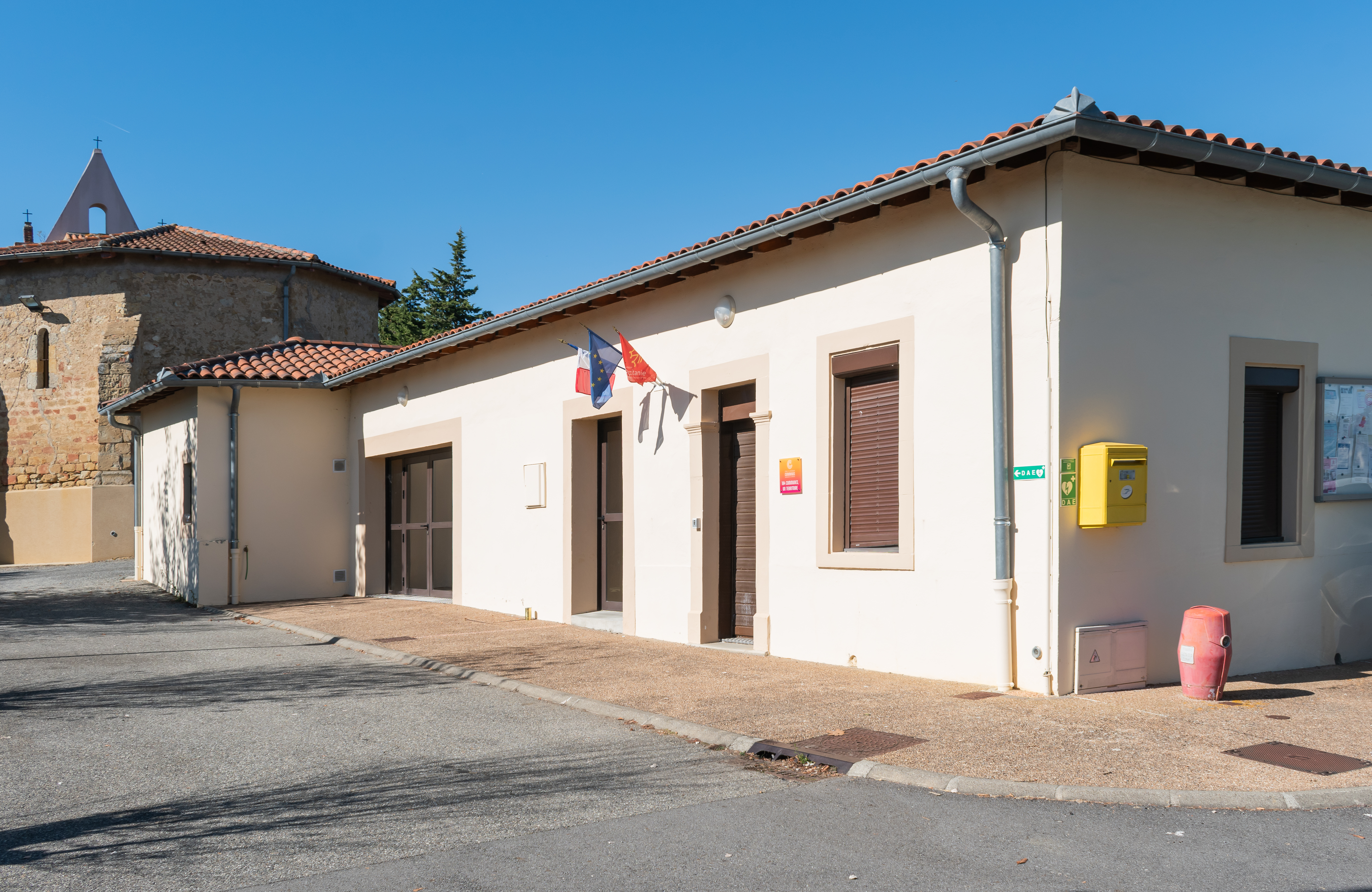
Riolas (2023)

Riolas ist eine französische Gemeinde mit 55 Einwohnern (Stand 1. Januar 2022) im Département Haute-Garonne in der Region Okzitanien (zuvor Midi-Pyrénées). Die Einwohner werden als Riolasais bezeichnet.

## Geographie
Umgeben wird Riolas von den vier Nachbargemeinden:
|                |                                             | Ambax            |
| Castelgaillard | Kompassrose, die auf Nachbargemeinden zeigt | Cazac            |
|                |                                             | Labastide-Paumès |

## Bevölkerungsentwicklung
| Jahr                      | 1962 | 1968 | 1975 | 1982 | 1990 | 1999 | 2006 | 2008 | 2016 | 2019 |
| ------------------------- | ---- | ---- | ---- | ---- | ---- | ---- | ---- | ---- | ---- | ---- |
| Einwohner                 | 64   | 63   | 41   | 36   | 31   | 42   | 47   | 49   | 47   | 51   |
| Quelle: Cassini und INSEE |      |      |      |      |      |      |      |      |      |      |

## Sehenswürdigkeiten
- Kirche St-Martin, erbaut im 17. Jahrhundert
- Schloss